# 安葬耶稣

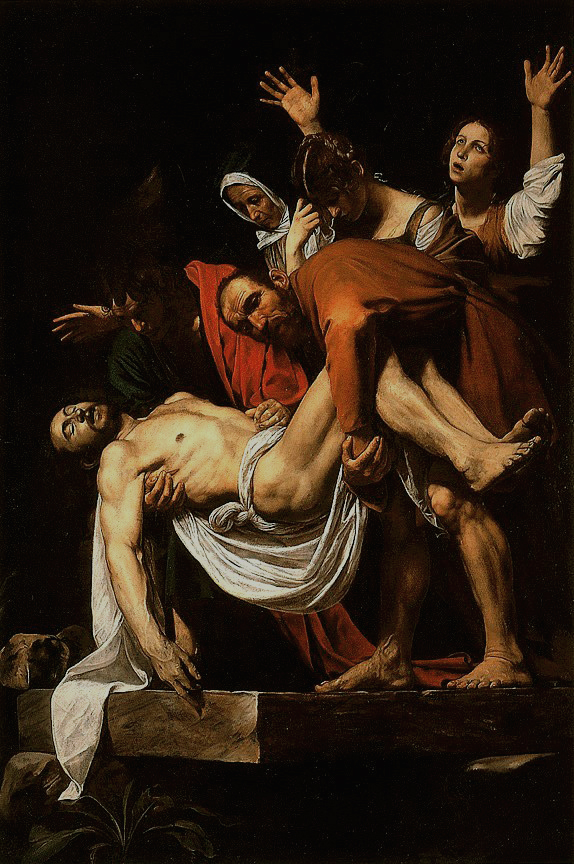
安葬耶稣，卡拉瓦乔

耶稣的安葬是指新约中在耶稣被钉十字架后对他尸体的安葬。根据正典福音书的记载，他由亚利马太的约瑟安葬在墓中。

## 圣经的叙述

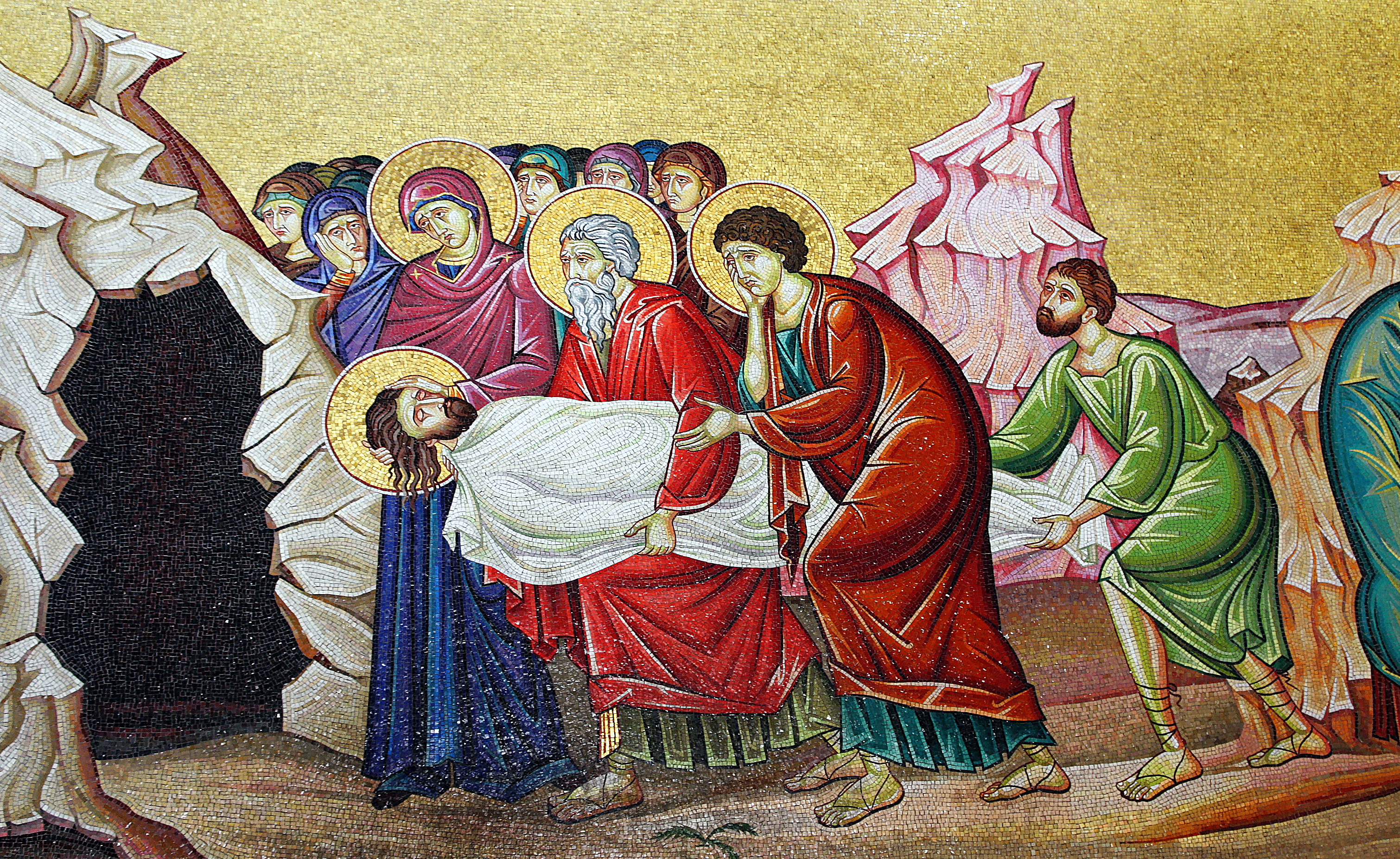
描画耶稣安葬的马赛克墙壁，在受膏之石附近，于圣墓教堂内。

最早提到耶稣安葬的是在保罗的一封信中，这是公元54年写给哥林多人的信。信中他提到自己所领受到的耶稣死亡和复活的消息（“基督照圣经所说，为我们的罪死了，  而且安葬了，又照圣经所说第三天复活了”）。
下一代的著作是在公元66年到95年之间的四个正典福音书，所有这些福音最后都以耶稣的逮捕、审判、被钉十字架、安葬和复活的详细叙事结束。:p.91 所有四本福音书都认为，在钉十字架那天的晚上，亚利马太的约瑟问羅馬總督彼拉多要来尸体。在彼拉多的批准下，他把尸体包在一块亚麻布中，将其安放在坟墓里。
这四个福音的说法之间有明显的差异，它记载了从最早的福音（《马可福音》）到最后一个福音（《约翰福音》）的传统演变。现代文献往往认为福音的叙述是彼此矛盾的，并认为马可福音描述的可能性更高。

### 《马可福音》
最早的福音书马可福音写于约70年，书中写到，亚利马太的约瑟是犹太公会（这是判耶稣有罪的公会）的成员，他希望确保尸体的安葬符合犹太律法。根据律法，尸体不能夜间暴露在外。他把身体放在一块裹尸布上，放进岩石中挖出的坟墓里。犹太历史学家约瑟夫斯在一世纪后期写作，他描述了犹太人认为这个律法如此重要，所以被钉在十字架上的罪犯尸体也必须在日落前下十字架、安葬。在这个福音记载中，亚利马太的约瑟只需遵守律法所需的最低限度，将身体裹在布里，没有提到给尸体清洗或受膏。这可能解释了为什么马可福音在耶稣被钉十字架前提到一个故事：“有一个女人拿着一玉瓶至贵的真哪哒香膏来，打破玉瓶，把膏浇在耶稣的头上。”（马可福音14:3-9）：因此，这个情节在耶稣死亡前已为其准备好安葬。

### 《马太福音》
马太福音写于85年或90年左右，它使用马可福音作为参考。在这个记载中，亚利马太的约瑟没有提到是公会的成员，而是耶稣的一个富有门徒。许多解读者将这一点看作是福音书作者对亚利马太的约瑟富裕支持者的微妙态度。这个版本提到了一个更荣耀的安葬：“约瑟取了身体，用干净细麻布裹好， 安放在自己的新坟墓里，就是他凿在磐石里的。”（马太福音：27:59-60）；它使用的词是身体（soma）而不是尸体（ptoma）。作者补充说，罗马帝國猶太行省当局“封了石头，将坟墓把守妥当”。猶太公會更向總督彼拉多請求派士兵去看守墳墓，彼拉多同意了請求。这个添加的细节可能是回应当时的反对者，后者认为耶稣的追随者偷了尸体。

### 《路加福音》
马可福音也是路加福音记载事件的来源。和马可福音描述的一样，路加福音写到，亚利马太的约瑟是公会的成员，并被描述为没有同意关于耶稣的判决，将他描述为一个“素常盼望神国的人”，但没有使用“追随者”的字眼。

### 《约翰福音》
成书最晚《约翰福音》在这一点上不同于《马可福音》。它将亚利马太的约瑟描述为门徒，给了耶稣一个荣耀的安葬。约翰说，亚利马太的约瑟在安葬过程中得到了尼各底母的帮助，他“带着没药和沉香约有一百斤前来。他们就照犹太人殡葬的规矩，把耶稣的身体用细麻布加上香料裹好了。”

## 历史性

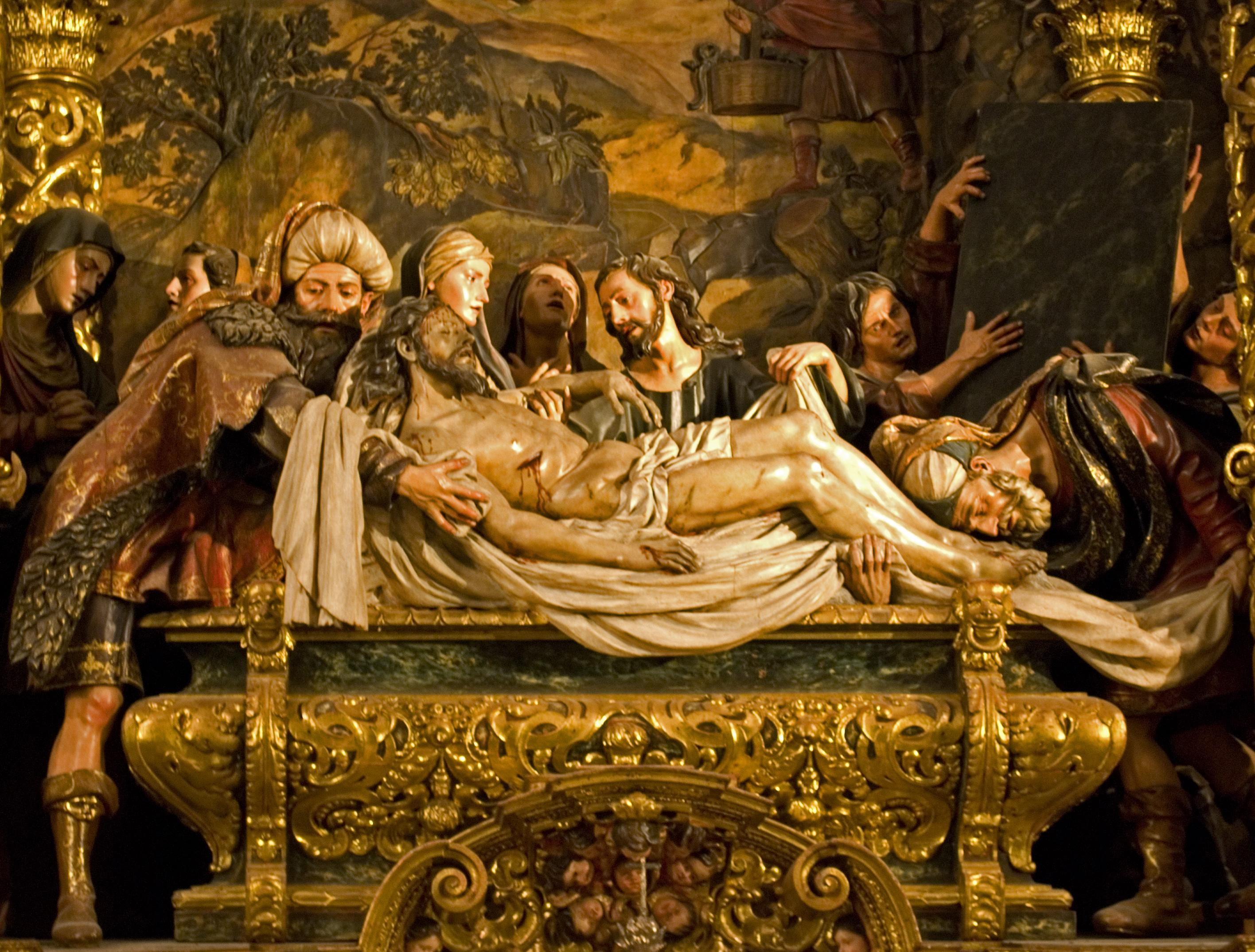
安葬基督，画家Pedro Roldán

N. T. Wright指出，安葬基督是最早福音传统的一部分。 John A.T. Robinson说，耶稣在坟墓中安葬是关于耶稣最早的，得到很好见证的事实之一。魯道夫·布爾特曼把这个基本故事描述为“一个历史记载，它不会让人觉得这是一个传说。”
然而，約翰·克羅森认为，耶稣的尸体挂在十字架上被狗吃掉了，所以没有什么可安葬的。马丁·亨格尔（Martin Hengel）认为，耶稣作为一个死于可耻之死的犯罪分子，他的安葬并不光彩，这种观点在学术文献中被广泛接受。

## 神学意义
使徒保罗在哥林多前书15章第3-4节中提到耶稣的安葬：“我当日所领受又传给你们的，第一就是：基督照圣经所说，为我们的罪死了， 而且安葬了，又照圣经所说第三天复活了。”这似乎是在保罗前已经存在的信条。
《使徒信經》特别提到基督的安葬，它写到，耶稣“被钉十字架、死亡、被安葬。” 《海德堡要理問答》问道：“他為甚麼被安葬？”解答是“他的安葬，证明他真的死了。”

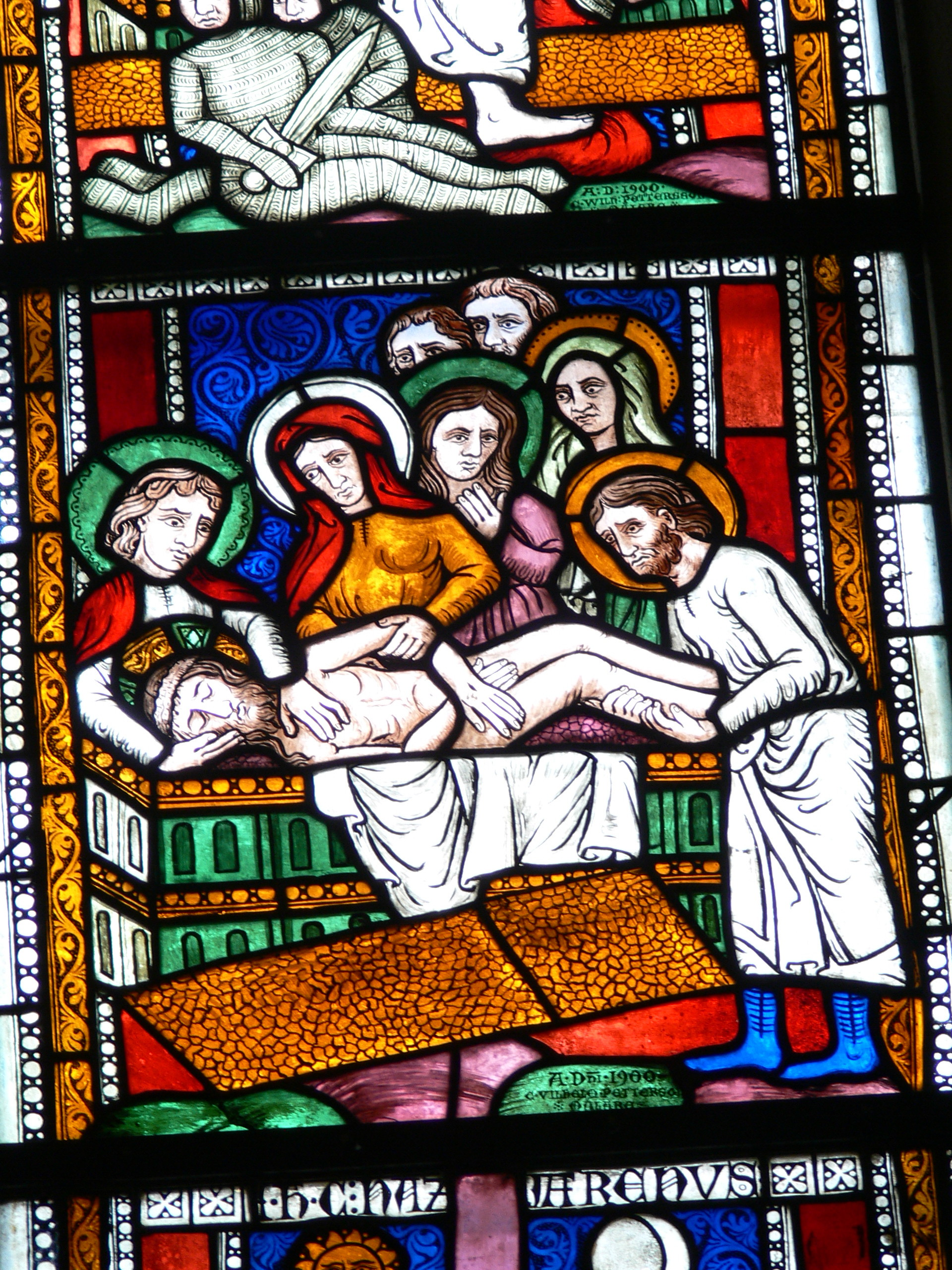
13世纪在彩色玻璃上的安葬基督

《天主教教理》写道：“这是圣周六的奥秘，这时基督躺在坟墓里，在实现了人的救恩、给整个宇宙带来和平之后，神作出了一个伟大的安息”；“基督留在墓中的时刻连接了他在复活节前的被动状态与他在今天荣耀复活的状态。”

## 安葬耶稣的艺术作品
安葬基督一直是艺术的流行主题，这在西欧十世纪发展起来的。它出现在基督生命的周期中，在“下十字架”或“哀悼基督”的阶段之后；自从文艺复兴以来，它有时与这些阶段结合在一起。
著名的个人作品包括：
- 安葬基督（米开朗基罗）
- 下十字架（拉斐尔）
- 安葬基督（迪里克·鲍茨）
- 安葬基督（提香，1525）
- 安葬基督（提齊安諾·維伽略，1559）
- 基督的咒诅（卡拉瓦乔）
- 哀悼基督（罗希尔·范德魏登）

## 安葬基督的赞美诗
The African-American spiritual Were you there? has the line "Were you there when they laid Him in the tomb?" while the Christmas carol We Three Kings includes the verse:
Myrrh is mine, its bitter perfume

Breathes a life of gathering gloom;

Sorrowing, sighing, bleeding, dying,

Sealed in the stone cold tomb.
John Wilbur Chapman's hymn "One Day" interprets the burial of Christ by saying "Buried, He carried my sins far away."

In the Eastern Orthodox Church, the following troparion is sung on Holy Saturday:
The noble Joseph,

when he had taken down Thy most pure body from the tree,

wrapped it in fine linen and anointed it with spices,

and placed it in a new tomb.